# Nullanullia
Nullanullia är ett släkte av insekter. Nullanullia ingår i familjen Gryllacrididae.
Kladogram enligt Catalogue of Life:
| Nullanullia | \| \| Nullanullia kotla \| \| \| \| \| \| Nullanullia maitlia \| \| \| \| |
|             | \| \| Nullanullia kotla \| \| \| \| \| \| Nullanullia maitlia \| \| \| \| |
|             | Nullanullia kotla                                                         |
|             |                                                                           |
|             | Nullanullia maitlia                                                       |
|             |                                                                           |